# Liolophura tenuispinosa
Liolophura tenuispinosa är en blötdjursart som beskrevs av Eugène Leloup 1939. Liolophura tenuispinosa ingår i släktet Liolophura och familjen Chitonidae. Inga underarter finns listade i Catalogue of Life.